# وکساهاچی (تگزاس)
وکساهاچی، تگزاس(به انگلیسی: Waxahachie, Texas) شهری در ایالت تگزاس از ایالات جنوبی ایالات متحده آمریکا است. در سرشماری سال ۲۰۰۰، جمعیت این شهر ۲۱۴۲۶ نفر اعلام شد.
عمارت دادگستری شهرستان الیس در اینجا قرار دارد.